# 肉刺
肉刺（まめ）は手や足にできる水疱（水ぶくれ）で、医学的には外傷性水疱（がいしょうせいすいほう）とも呼ばれている。皮膚に摩擦などの機械的刺激が加わることで生じる水疱のこと。靴ずれでも同じ原理で生じる。

## 肉刺ができやすい状況
履物の摩擦や荒仕事、激しい運動などで起こる。皮膚が湿って軟らかくなっていても起こりやすい。

## 肉刺の予防
- 靴下を履く、長距離の走破時には厚めの靴下を履く、あるいは薄手の靴下と厚手の靴下を重ね履きして靴と足との摩擦を軽減させる。
- 通気性の良い靴を履き、靴が乾燥するようにする[7]。
- 靴紐をしっかりと絞める[8]。
- 靴の中に入った小石など異物を放置したまま履き続けず、すぐに除去する。
- 足にパウダーやワセリン等を塗布し摩擦を軽減させる[9]。
- テーピングを施す[10]。

## 肉刺の治療
基本的にはいじらずに、自然治療する。もし、肉刺が潰れて液体が出てきてしまった場合は、流水で洗い流すか、ティッシュやハンカチに消毒液を湿らせて拭き取る。
足の場合、靴を履く際などで圧迫されて痛むことがあるが、皮膚を針で突いたりすると、そこから細菌が入って化膿する恐れがある。また、皮は自然にはがれるまでは故意に剥かない方が良い。
止むを得ない場合は、消毒した針を患部に刺し、中のリンパ液を抜いて絆創膏を貼り付ける。皮膚が剥がれてしまった場合は、市販の被覆材などの利用も有効。
だが、痛みに耐えきれない場合の肉刺は、基本的には専門医に相談するべきである。